# Acorus gramineus
Acorus gramineus is een soort behorend tot de kalmoesfamilie (Acoraceae). De soort komt voor in Oost-Azië, in Japan en op de Filipijnen, waar hij meestal groeit in moeraslanden en ondiepe wateren.